# Franz Jachym

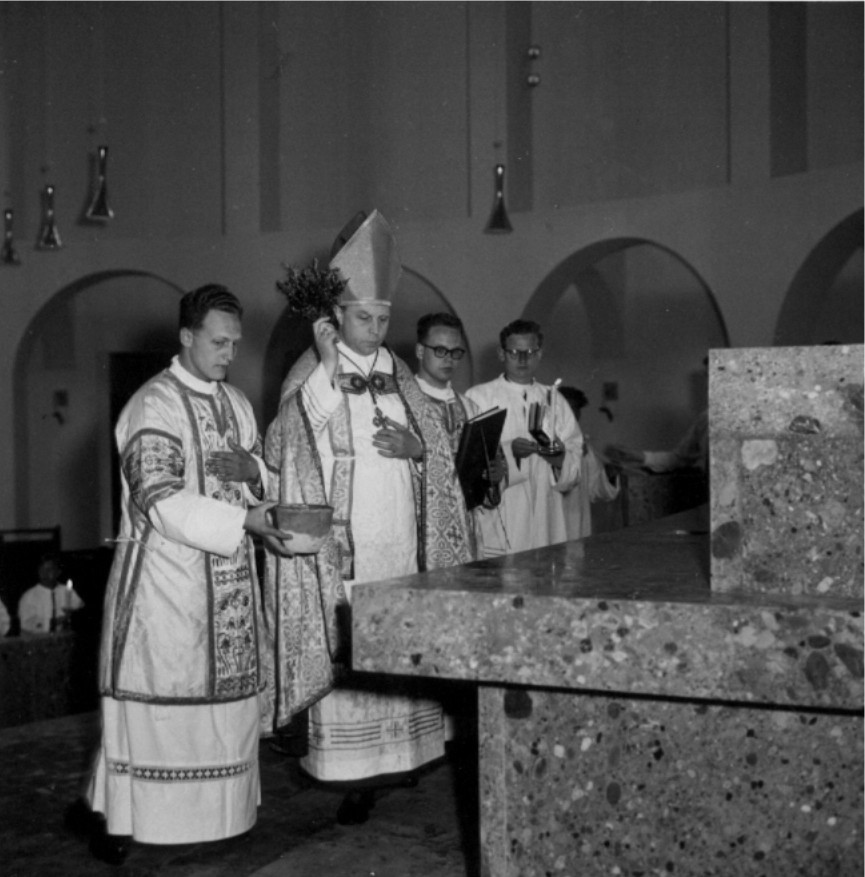
Koadjutor Jachym bei der Weihe der Pfarrkirche Liesing

Franz Jachym, auch Franz Jáchym, (* 3. September 1910 in Wien; † 29. November 1984 ebenda) war Universitätsprofessor, Erzbischof-Koadjutor und Generalvikar der Erzdiözese Wien sowie Titularerzbischof von Maronea.

## Leben
Er besuchte ab dem Jahr 1923 das Bundesgymnasium Rosasgasse in Wien-Meidling, trat 1925 in das Knabenseminar Hollabrunn ein und legte am 20. Juni 1931 die Reifeprüfung am Bundesgymnasium Hollabrunn ab. Danach trat er in das Wiener Priesterseminar ein und studierte Katholische Theologie an der Universität Wien. Am 19. Juli 1936 empfing er die Priesterweihe. Danach war er in Purkersdorf (Niederösterreich) als Kooperator tätig. Am 1. Oktober 1936 erfolgte seine Ernennung zum erzbischöflichen Zeremoniär. Am 8. Oktober 1938, dem Tag nach der Rosenkranz-Demonstration, wurde er beim Sturm der Hitlerjugend auf das erzbischöfliche Palais verletzt. Am 3. Dezember 1941 promovierte er zum Doktor der Theologie, am 10. Mai 1947 habilitierte er sich zum Dozenten für Moraltheologie. 1949 wurde er zum Professor für katholische Moraltheologie an der Universität Wien ernannt.
Am 20. Jänner 1950 wurde er zum Koadjutor von Theodor Kardinal Innitzer und zum Titularerzbischof von Maronea ernannt. Er sollte am 23. April in einem feierlichen Gottesdienst von diesem die Bischofsweihe erhalten. Doch während der Weihemesse verließ er vor Erteilung des Weihesakramentes den Wiener Stephansdom, weil er sich „der Ehre nicht würdig fühle“. Der wahre Grund für diese sehr ungewöhnliche Vorgangsweise ist bis heute nicht aufgeklärt, doch deutete Jachym in Gesprächen an, dass er sich dadurch von Intrigen gegen Kardinal Innitzer, die seiner Ernennung vorausgegangen waren, distanzieren wollte.
Nach einer Unterredung mit Papst Pius XII. wurde ihm am 19. Mai 1950 in Rom durch Kardinal Innitzer ohne weitere Zwischenfälle die Bischofsweihe erteilt; Mitkonsekratoren waren der Bischof von Münster, Michael Keller, und Kurienbischof Alois Hudal. Zugleich wurde er zum Koadjutor sedi datus ernannt. Diese Funktion, welche im Kirchenrecht mittlerweile abgeschafft wurde, bedeutete, dass Jachym nicht der Person Kardinal Innitzers als designierter Nachfolger beigegeben war, sondern der Erzdiözese Wien selbst (daher sedi datus, d. h. „dem (Bischofs-)Sitz beigegeben“) als permanenter Koadjutor, als der er auch unter Innitzers Nachfolger Franz Kardinal König im Amt blieb.
Von 1952 bis 1956 fungierte Jachym als Sekretär der Österreichischen Bischofskonferenz. Am 10. September 1956 übernahm er das Bauamt der Erzdiözese Wien. Er nahm an allen vier Sitzungsperioden des Zweiten Vatikanischen Konzils als Konzilsvater teil. Vom 1. September 1969 bis 31. Dezember 1980 war er als Nachfolger von Jakob Weinbacher Generalvikar der Erzdiözese Wien. Am 30. September 1972 wurde er zum Dompropst von St. Stephan und zum Kanzler der Katholisch-theologischen Fakultät der Universität Wien ernannt. Am 15. September 1983 nahm Papst Johannes Paul II. sein Rücktrittsgesuch an.
1992 wurde der Franz-Jachym-Platz in Wien-Favoriten nach ihm benannt.
Sein Grab befindet sich in der Bischofsgruft des Wiener Stephansdoms.